# ビル・ブライソン
ビル・ブライソン（William "Bill" McGuire Bryson、1951年12月8日 - ）は、アメリカ合衆国アイオワ州デモイン出身のノンフィクション作家、随筆家。ユーモアたっぷりの旅行エッセーや、言語、科学に関する著作で有名。

## 略歴

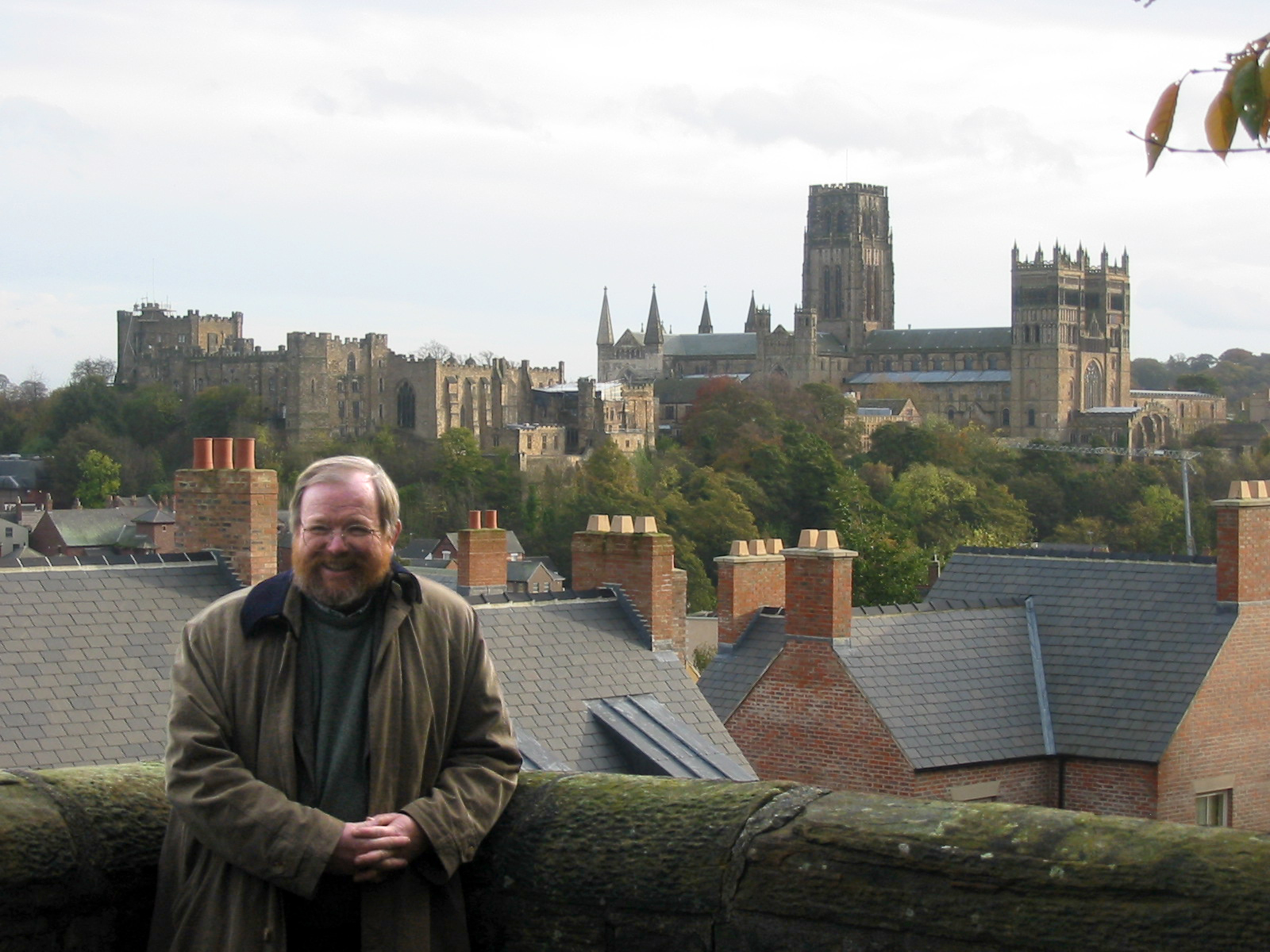
ビル・ブライソン。ダラム大学カレッジと聖堂をバックに。

1951年アイオワ州デモインで誕生する。1972年、ドレーク大学を中退し、ヨーロッパを4ヶ月旅する。1970年代、イギリス、サリーのヴァージニアウォーターの精神病院に勤務する。そこで看護師をしていたシンシアと結婚する。1977年、アメリカに戻り大学の学位を得た後、20年近くにわたりイギリスに滞在、ノース・ヨークシャーに住み、ジャーナリストとして活動しながら、旅行記などを投稿する。『タイムズ』紙ビジネス面の校正チーフ、『インディペンデント』紙国内ニュース面副編集者を経たのち、1987年に報道の分野から退く。
1995年、ニューハンプシャー州ハノーバーに移住する。しかし2003年、妻と4人の子供たちとともに再びイギリスへ戻り、現在はノーフォーク、ウィンダム (Wymondham) に住む。
2004年、A Short History of Nearly Everything で優れた科学書に与えられるアヴェンティス賞を受賞する。2005年、ダラム大学総長に任命される（ピーター・ユスティノフの後任）。2006年、大英帝国勲章を受ける。
2015年、『ビル・ブライソンの究極のアウトドア体験―北米アパラチア自然歩道を行く』が、『ロング・トレイル!』（A WALK IN THE WOODS）として、映画化された。

## 作品
- The Palace Under the Alps and Over 200 Other Unusual, Unspoiled, and Infrequently Visited Spots in 16 European Countries (1985)
- The Lost Continent: Travels in Small-Town America (1989)
- 英語のすべて―ことば この不可思議にして魅力ある世界 The Mother Tongue: English and How it Got That Way (1990) / 小川繁司・訳 研究社出版 (1993)
- Neither Here Nor There: Travels in Europe (1991)
- アメリカ語ものがたり Made in America: An Informal History of the English Language in the United States (1994) / 木下哲夫・訳 河出書房新社 (1997) ISBN 4309202772
- ビル・ブライソンのイギリス見て歩き Notes from a Small Island (1995) / 古川修・訳 中央公論社 (1998) ISBN 4120027775
- ビル・ブライソンの究極のアウトドア体験―北米アパラチア自然歩道を行く A Walk in the Woods: Rediscovering America on the Appalachian Trail (1998)  / 仙名紀・訳 中央公論新社 (2000) ISBN 4120030091
- ドーナツをくれる郵便局と消えゆくダイナー I'm a Stranger Here Myself: Notes on Returning to America After Twenty Years Away (1998) (アメリカへの帰郷を題材にしたコラム集) / 高橋佳奈子訳 朝日新聞社 (2002) ISBN 4022613610
- In a Sunburned Country (2000) (オーストラリア旅行記)
- Bill Bryson's African Diary  (2002) (アフリカ旅行記。著作権料と売り上げはケア・インターナショナルに寄付された。)
- Walk About (2002) (Combined in one volume are Down Under and A Walk in the Woods)
- Bryson's Dictionary of Troublesome Words (2002)

- 人類が知っていることすべての短い歴史 A Short History of Nearly Everything (2003) (宇宙・地球の仕組みから生物の進化まで幅広く取り上げた科学史) / 楡井浩一・訳 日本放送出版協会 (2006) ISBN 978-4140811016
- The Life and Times of the Thunderbolt Kid: A Memoir (2006)
- 『シェイクスピアについて僕らが知りえたすべてのこと』　Shakespeare: The World as a Stage (2007)　日本放送出版協会  小田島則子, 小田島恒志訳　(2008)